# Colobopteroides latus
Colobopteroides latus är en skalbaggsart som beskrevs av Schmidt 1911. Colobopteroides latus ingår i släktet Colobopteroides och familjen Aphodiidae. Utöver nominatformen finns också underarten C. l. coryndoni.